# The Passenger
«The Passenger» (с англ. — «Пассажир») — песня Игги Попа, вошедшая в его сольный альбом Lust for Life. Композиция также присутствовала как би-сайд на сингле из этого альбома, «Success», выпущенном 30 сентября 1977 года. На песню существует множество кавер-версий.
9 июля 2020 года на песню вышел официальный клип.

## О песне
Музыка к песне была написана Рикки Гардинером, текст — Игги Попом. Лирика «The Passenger» была вдохновлена поэзией Джима Моррисона, лидера и вокалиста группы The Doors. По мнению критиков, эта песня является одним из самых запоминающихся номеров Попа. Рецензент ресурса Allmusic Марк Деминг находил параллели между композицией «The Passenger» и культурой декаданса.

## Кавер-версия группы Siouxsie and the Banshees
Кавер-версия песни «The Passenger» была записана британской рок-группой Siouxsie and the Banshees и выпущена в качестве сингла с их трибьют-альбома Through the Looking Glass. Группа разнообразила песню аранжировками из медных духовых музыкальных инструментов. После выпуска сингл «The Passenger» занял 41-е место в британском хит-параде UK Singles Chart.
Версия «The Passenger», исполненная Siouxsie and the Banshees, является одной из самых известных интерпретаций этой песни; сам Игги Поп положительно отзывался о данном кавере: «Она хорошо поёт, и она внесла какую-то свою нотку, исполняя её».

### Списки композиций
7″ пластинка
- Сторона А: «The Passenger» (4:09);
- Сторона Б: «She’s Cuckoo» (4:18).

12″ пластинка
- Сторона А: «The Passenger» (Llllloco-Motion mix) (8:00);
- Сторона Б1: «She’s Cuckoo» (4:15);
- Сторона Б2: «Something Blue» (3:54).

## Кавер-версия группы «Элизиум»
Российская рок-группа «Элизиум» выпустила свою кавер-версию «The Passenger», разместив её для свободной загрузки в Интернете 6 февраля 2013 года.
Музыканты группы «Элизиум» являются большими поклонниками творчества Игги Попа: «Одна из величайших икон Рок-н-ролла. Крёстный отец Панк-рока. Его влияние на мировую рок-культуру не просто громадно, а безгранично». Песню «The Passenger» они разучили ещё за два года до выпуска, во время концертного тура по США в 2010 году, однако так и не исполнили её ни на одном из выступлений.
Тем не менее, после выхода последнего альбома «Элизиума» ряд слушателей отметил некоторую схожесть между песней «Зло умрёт» и песней Игги Попа. «Элизиум» тогда не придал этому особого значения, но позже всё же решил ответить тем, что записал студийную кавер-версию «The Passenger», уже целенаправленно выполнив аранжировку таким образом, чтобы «The Passenger» напоминала звучанием песню «Зло умрёт»: сохранился идентичный барабанный бит, ведущая бас-гитара и общий настрой. Музыканты не стали заниматься переводом песни на русский язык, так как, по их мнению, подобные предыдущие попытки у других отечественных исполнителей оказались неудачными; в результате, песня была исполнена «Элизиумом» на оригинальном, английском языке. Несколько раз исполнив «The Passenger» на концертах, группа надолго забросила готовую студийную версию песни, однако 6 февраля 2013, по прошествии полутора лет, «The Passenger» стала доступна для скачивания на официальном сайте группы.

## Другие кавер-версии
- 1989: кавер-версия польской группы Pidżama Porno с альбомов Ulice jak stygmaty и Futurista. Версия песни на польском языке под названием «Pasażer», текст Христофора Грабовского.
- 1991: кавер-версия бразильской группы Capital Inicial с альбома Eletricidade. Версия песни на португальском языке. Кавер этой же группы в акустическом варианте был включён в сборник MTV Unplugged 2000 года.
- 1994: кавер-версия польской группы Kult с альбома Muj wydafca.
- 1995: кавер-версия британского музыканта Фила Шонфельта совместно с чешской группой Tichá Dohoda на альбоме Live In Prague!.
- 1995: кавер-версия австралийского музыканта Майкла Хатченса из группы INXS, записанный для саундтрека к фильму «Бэтмен навсегда».
- 1996: кавер-версия немецкой группы Die Toten Hosen на альбоме Im Auftrag des Herrn.
- 1996: кавер-версия польской группы Big Cyc на альбоме Z gitarą wśród zwierząt, текст Ярослава Янишевского.
- 1996: кавер-версия словенского музыканта Креслина Владо на альбоме Pikapolonica.
- 1996: кавер-версия португальской группы UHF на альбоме 69 Stereo.
- 1997: кавер-версия американской группы Lunachicks на её посвящённом Игги Попу трибьют-альбоме We Will Fall: The Iggy Pop Tribute.
- 1998: кавер-версия американской группы R.E.M., исполненный в живую на телешоу BBC Later… with Jools Holland. Запись этой песни позже появилась как би-сайд к синглу R.E.M. «At My Most Beautiful».
- 1998: отрывок из песни «The Passenger» был использован российской группой «Ночные снайперы» в песне «Русский пассажир» с альбома Капля дёгтя в бочке мёда.
- 2001: кавер-версия австралийского музыканта Роланда С. Говарда, записанный для саундтрека к фильму «Он умер с фалафелем в руке».
- 2006: отрывок из песни «The Passenger» был использован американским рэпером MC Lars в его песне «Download This Song» с альбома The Graduate.
- 2006: кавер-версия бельгийской группы Absynthe Minded, записанный для саундтрека к фильму «Шторм».
- 2007: Марк Видлер, известный как музыкальный продюсер Go Home Productions, выпустил мэшап из песни «The Passenger» Игги Попа и песни «Fever» джазовой певицы Пегги Ли для сборника Mashed.
- 2008: кавер-версия испанской группы Skizoo с альбома 3; название песни на испанском языке изменено на «Bla, bla, bla».
- 2009: немецкий продюсер танцевальной музыки DJ Gollum записал ремикс на песню «The Passenger».
- 2010: кавер-версия ямайской группы The Jolly Boys с альбома Great Expectation. Данная кавер-версия была использована в британском сериале «Молокососы» (сезон 5, серия 8).
- 2011: кавер-версия «Пассажир» российского дуэта Барто с альбома «STAR TREK BARTO»
- 2011: кавер-версия французского музыканта Кида Локо с альбома Confessions of a Belladonna Eater.
- 2011: немецкий рэпер Cro использовал отрывок «The Passenger» для своей песни «Wir waren hier» с микстейпа Easy, расширенная версия которой позже вошла в альбом Raop 2012 года.
- 2012: кавер-версия украинской группы Los Colorados с альбома Move It!.
- 2012: кавер-версия американской певицы Элисон Моссхарт и группы The Forest Rangers, выпущенная на втором саундтреке к телесериалу «Сыны анархии».
- 2012: кавер-версия российской группы «Radio Чача» под названием  «Не пассажир (Урок географии)» с альбома «Punk Rock Is not a Crime (Комические куплеты)».
- 2018: кавер-версия исполняется в фильме «Лето» актрисой Еленой Кореневой